# Rally de Ourense de 1982
El Rally de Ourense de 1982, oficialmente 15.º Rally de Ourense, fue la decimoquinta edición y la decimoquinta cita de la temporada 1982 del Campeonato de España de Rally. Fue también puntuable para el campeonato de Galicia, el campeonato de España de Damas, el Trofeo Opel, la Copa Fiesta, el Premio SEAT, la Challenge SEAT Panda, la Challenge CS y para la Promoción de Pilotos de Rallye (PPR). Se celebró del 19 al 20 de junio y contó con un itinerario de dieciocho tramos que sumaban un total de 142 km cronometrados.

## Itinerario
| Día   | Tramo | Nombre               | Distancia | Hora  | Ganador                 | Tiempo |
| ----- | ----- | -------------------- | --------- | ----- | ----------------------- | ------ |
| Día 1 | TC1   | Furriolo             | 6,9 km    | 16:39 | Beny Fernández          | 03:57  |
| Día 1 | TC2   | Bande-Lobera         | 7,6 km    | 17:13 | Marc Etchebers          | 04:50  |
| Día 1 | TC3   | Ganceiros            | 4,6 km    | 17:49 | «Peitos» Carlos Piñeiro | 03:00  |
| Día 1 | TC4   | Puente Linares-Bande | 12,5 km   | 18:22 | Marc Etchebers          | 06:59  |
| Día 1 | TC5   | Bande-Lobera         | 7,6 km    | 18:43 | «Peitos»                | 04:50  |
| Día 1 | TC6   | Ganceiros            | 4,6 km    | 19:19 | Marc Etchebers          | 02:52  |
| Día 1 | TC7   | Puente Linares-Bande | 12,5 km   | 19:52 | Marc Etchebers          | 06:59  |
| Día 2 | TC8   | Castro de Beiro      | 5,9 km    | 00:22 | «Peitos»                | 03:43  |
| Día 2 | TC9   | Brués-Feás           | 5,6 km    | 01:15 | «Peitos»                | 03:07  |
| Día 2 | TC10  | Magrós               | 10,8 km   | 01:26 | «Peitos»                | 06:24  |
| Día 2 | TC11  | Avión-Beiro          | 13,7 km   | 02:04 | «Peitos»                | 08:46  |
| Día 2 | TC12  | Cabanelas            | 7,2 km    | 02:36 | Carlos Piñeiro          | 04:25  |
| Día 2 | TC13  | Brués-Feás           | 5,6 km    | 03:04 | «Peitos»                | 03:00  |
| Día 2 | TC14  | Magrós               | 10,8 km   | 03:15 | «Peitos»                | 06:27  |
| Día 2 | TC15  | Avión-Beiro          | 13,7 km   | 03:53 | «Peitos»                | 08:49  |
| Día 2 | TC16  | Cabanelas            | 7,2 km    | 04:25 | «Peitos»                | 04:30  |
| Día 2 | TC17  | Viñao                | 3,3 km    | 04:55 | «Peitos»                | 02:12  |
| Día 2 | TC18  | Castro de Beiro      | 5,9 km    | 05:25 | «Peitos» Carlos Piñeiro | 03:53  |

## Clasificación final
| Pos. | Piloto             | Copiloto                   | Automóvil                | Tiempo  | Diferencia |
| ---- | ------------------ | -------------------------- | ------------------------ | ------- | ---------- |
| 1.   | «Peitos»           | Francisco Javier Salgueiro | Ford Escort RS 1800 MKII | 1:29:26 | 0.0        |
| 2.   | Carlos Piñeiro     | Carlos Orozco              | Porsche 911 SC           | 1:30:13 | +0:47      |
| 3.   | «Cleherc II»       | Leopoldo Marquina          | Porsche 911 SC           | 1:35:58 | +6:32      |
| 4.   | Chano Carrera      | Rodrigo Alonso Ogando      | SEAT 124-2000            | 1:38:17 | +8:51      |
| 5.   | Ceferino Barbazán  | Gustavo Piñeiro            | Simca Rallye 3           | 1:41:50 | +12:24     |
| 6.   | «Vila»             | C. Rodríguez               | SEAT 124-1800            | 1:42:00 | +12:34     |
| 7.   | Enrique Costa      | Antonio Doural             | Opel Kadett GT/E         | 1:42:06 | +12:40     |
| 8.   | Juan Luis Paradela | V. Campos                  | SEAT 124-1800            | 1:43:07 | +13:41     |
| 9.   | Gumersindo Nóvoa   | M. Quiroga                 | SEAT 124-1800            | 1:43:35 | +14:09     |
| 10.  | José Masdeu        | María Dolores Guerrero     | Ford Fiesta XR2 Mk1      | 1:44:58 | +15:32     |